# Pavel Jessen
Pavel Jessen též Jesen či Jeseň (? – 24. května 1594, Bezuchov) byl biskupem Jednoty bratrské a jedním z překladatelů Bible kralické.
Byl rytíř, původem Slovák. Roku 1576 se stal knězem, roku 1589 biskupem. Působil jako správce sboru v Lipníku. Pohřben byl v Dřevohosticích.